# Arrondissement de Pau
L'arrondissement de Pau est une division administrative française, située dans le département des Pyrénées-Atlantiques, en région Nouvelle-Aquitaine.

## Histoire
L'arrondissement de Pau a été créé en 1800, en même temps que ceux de Bayonne, d’Oloron, de Mauléon et d’Orthez. Ces deux derniers sont supprimés en 1926 et les communes réparties sur les trois arrondissements restants. En 2015, à la suite du redécoupage cantonal de 2014, alors qu'auparavant toutes les communes d'un même canton étaient intégralement incluses à l'intérieur d'un seul arrondissement, plusieurs cantons se trouvent répartis sur deux arrondissements.
La réorganisation de décembre 2016 est effectuée pour mieux intégrer les récentes modifications des intercommunalités et faire coïncider les arrondissements aux circonscriptions législatives.
Les communes d'Auterrive, Bérenx, Carresse-Cassaber, Castagnède, Escos, Labastide-Villefranche, Lahontan, Léren, Saint-Dos, Saint-Pé-de-Léren et Salies-de-Béarn sont alors retirées de l'arrondissement de Pau pour être ajoutées à celui d'Oloron-Sainte-Marie. Parallèlement, les communes d'Abos, Aubertin, Cardesse, Cuqueron, Lacommande, Lahourcade, Lucq-de-Béarn, Monein, Parbayse, Pardies et Tarsacq, précédemment dans l'arrondissement d'Oloron-Sainte-Marie, sont adjointes à l'arrondissement de Pau.

## Composition

### Découpage antérieur à 2015
Antérieurement à 2015, l'arrondissement de Pau groupait 21 cantons représentant 269 communes :
- canton d'Arthez-de-Béarn
- canton d'Arzacq-Arraziguet
- canton de Billère
- canton de Garlin
- canton de Jurançon
- canton de Lagor
- canton de Lembeye
- canton de Lescar
- canton de Montaner
- canton de Morlaàs
- canton de Nay-Est
- canton de Nay-Ouest
- canton d'Orthez
- canton de Pau-Centre
- canton de Pau-Est
- canton de Pau-Nord
- canton de Pau-Ouest
- canton de Pau-Sud
- canton de Pontacq
- canton de Salies-de-Béarn
- canton de Thèze

### Découpage communal depuis 2015
Depuis 2015, le nombre de communes des arrondissements varie chaque année soit du fait du redécoupage cantonal de 2014 qui a conduit à l'ajustement de périmètres de certains arrondissements, soit à la suite de la création de communes nouvelles. Le nombre de communes de l'arrondissement de Pau reste quant à lui inchangé depuis 2015 et égal à 269.
Le 1er janvier 2024, Urdès et Lacq se regroupent pour former la commune nouvelle de Lacq, dont la création a été officialisée par un arrêté préfectoral du 7 novembre 2023. Le nombre de communes passe de 269 à 268.
Au 1er janvier 2024, l'arrondissement groupe les 268 communes suivantes :
1. Aast
2. Abère
3. Abidos
4. Abos
5. Andoins
6. Angaïs
7. Anos
8. Anoye
9. Arbus
10. Aressy
11. Argagnon
12. Argelos
13. Arget
14. Arnos
15. Arricau-Bordes
16. Arrien
17. Arros-de-Nay
18. Arrosès
19. Arthez-d'Asson
20. Arthez-de-Béarn
21. Artigueloutan
22. Artiguelouve
23. Artix
24. Arzacq-Arraziguet
25. Assat
26. Asson
27. Astis
28. Aubertin
29. Aubin
30. Aubous
31. Auga
32. Auriac
33. Aurions-Idernes
34. Aussevielle
35. Aydie
36. Baigts-de-Béarn
37. Balansun
38. Baleix
39. Baliracq-Maumusson
40. Baliros
41. Barinque
42. Barzun
43. Bassillon-Vauzé
44. Baudreix
45. Bédeille
46. Bellocq
47. Bénéjacq
48. Bentayou-Sérée
49. Bernadets
50. Bésingrand
51. Bétracq
52. Beuste
53. Beyrie-en-Béarn
54. Billère
55. Biron
56. Bizanos
57. Boeil-Bezing
58. Bonnut
59. Bordères
60. Bordes
61. Bosdarros
62. Boueilh-Boueilho-Lasque
63. Bougarber
64. Bouillon
65. Boumourt
66. Bourdettes
67. Bournos
68. Bruges-Capbis-Mifaget
69. Buros
70. Burosse-Mendousse
71. Cabidos
72. Cadillon
73. Cardesse
74. Carrère
75. Casteide-Cami
76. Casteide-Candau
77. Casteide-Doat
78. Castéra-Loubix
79. Castétis
80. Castetner
81. Castetpugon
82. Castillon (Canton d'Arthez-de-Béarn)
83. Castillon (Canton de Lembeye)
84. Caubios-Loos
85. Cescau
86. Claracq
87. Coarraze
88. Conchez-de-Béarn
89. Corbère-Abères
90. Coslédaà-Lube-Boast
91. Coublucq
92. Crouseilles
93. Cuqueron
94. Denguin
95. Diusse
96. Doazon
97. Doumy
98. Escoubès
99. Escurès
100. Eslourenties-Daban
101. Espéchède
102. Espoey
103. Fichous-Riumayou
104. Gabaston
105. Gan
106. Garlède-Mondebat
107. Garlin
108. Garos
109. Gayon
110. Gelos
111. Ger
112. Gerderest
113. Géus-d'Arzacq
114. Gomer
115. Hagetaubin
116. Haut-de-Bosdarros
117. Higuères-Souye
118. Hours
119. Idron
120. Igon
121. Jurançon
122. Laà-Mondrans
123. Labastide-Cézéracq
124. Labastide-Monréjeau
125. Labatmale
126. Labatut-Figuières
127. Labeyrie
128. Lacadée
129. Lacommande
130. Lacq
131. Lagor
132. Lagos
133. Lahourcade
134. Lalongue
135. Lalonquette
136. Lamayou
137. Lannecaube
138. Lanneplaà
139. Laroin
140. Larreule
141. Lasclaveries
142. Lasserre
143. Lée
144. Lembeye
145. Lème
146. Lescar
147. Lespielle
148. Lespourcy
149. Lestelle-Bétharram
150. Limendous
151. Livron
152. Lombia
153. Lonçon
154. Lons
155. Loubieng
156. Lourenties
157. Louvigny
158. Luc-Armau
159. Lucarré
160. Lucgarier
161. Lucq-de-Béarn
162. Lussagnet-Lusson
163. Malaussanne
164. Mascaraàs-Haron
165. Maslacq
166. Maspie-Lalonquère-Juillacq
167. Maucor
168. Maure
169. Mazères-Lezons
170. Mazerolles
171. Meillon
172. Méracq
173. Mesplède
174. Mialos
175. Miossens-Lanusse
176. Mirepeix
177. Momas
178. Momy
179. Monassut-Audiracq
180. Moncaup
181. Moncla
182. Monein
183. Monpezat
184. Monségur
185. Mont
186. Montagut
187. Montaner
188. Montardon
189. Montaut
190. Mont-Disse
191. Morlaàs
192. Morlanne
193. Mouhous
194. Mourenx
195. Narcastet
196. Navailles-Angos
197. Nay
198. Noguères
199. Nousty
200. Orthez
201. Os-Marsillon
202. Ouillon
203. Ousse
204. Ozenx-Montestrucq
205. Parbayse
206. Pardies
207. Pardies-Piétat
208. Pau
209. Peyrelongue-Abos
210. Piets-Plasence-Moustrou
211. Poey-de-Lescar
212. Pomps
213. Ponson-Debat-Pouts
214. Ponson-Dessus
215. Pontacq
216. Pontiacq-Viellepinte
217. Portet
218. Pouliacq
219. Poursiugues-Boucoue
220. Puyoô
221. Ramous
222. Ribarrouy
223. Riupeyrous
224. Rontignon
225. Saint-Abit
226. Saint-Armou
227. Saint-Boès
228. Saint-Castin
229. Saint-Faust
230. Saint-Girons-en-Béarn
231. Saint-Jammes
232. Saint-Jean-Poudge
233. Saint-Laurent-Bretagne
234. Saint-Médard
235. Saint-Vincent
236. Salles-Mongiscard
237. Sallespisse
238. Samsons-Lion
239. Sarpourenx
240. Saubole
241. Sault-de-Navailles
242. Sauvagnon
243. Sauvelade
244. Séby
245. Sedze-Maubecq
246. Sedzère
247. Séméacq-Blachon
248. Sendets
249. Serres-Castet
250. Serres-Morlaàs
251. Serres-Sainte-Marie
252. Sévignacq
253. Simacourbe
254. Siros
255. Soumoulou
256. Tadousse-Ussau
257. Taron-Sadirac-Viellenave
258. Tarsacq
259. Thèze
260. Urost
261. Uzan
262. Uzein
263. Uzos
264. Vialer
265. Viellenave-d'Arthez
266. Vielleségure
267. Vignes
268. Viven

## Démographie
En 2022, l'arrondissement comptait 314 439 habitants.
| 1968    | 1975    | 1982    | 1990    | 1999    | 2006    | 2011    | 2016    | 2021    |
| ------- | ------- | ------- | ------- | ------- | ------- | ------- | ------- | ------- |
| 229 780 | 246 396 | 259 046 | 268 795 | 278 061 | 296 845 | 303 131 | 307 892 | 311 949 |

| 2022    | - | - | - | - | - | - | - | - |
| ------- | - | - | - | - | - | - | - | - |
| 314 439 | - | - | - | - | - | - | - | - |